# Джон Волтер Скотт
Джон Во́лтер Скотт (англ. John Walter Scott; 2 листопада 1845, Лондон — 4 січня 1919) — перший крупний американський філателістичний дилер, перший видавець каталогу «Скотт», англієць за походженням.

## Біографія и внесок у філателію
Джон Волтер Скотт почав збирати марки хлопчиком ще у Англії. В 17 років переїхав в США, привіз туди свою колекцію та організував крамницю марок на нью-йоркському відкритому ринку.
Пробував зайнятися пошуком золота в Каліфорнії, але через два роки повернувся до Нью-Йорка, де знову зайнявся марочним бізнесом. Був залучений до фальсифікації марок.
Продав свій бізнес у 1885 році, але знову повернувся до нього у 1889 році, що привело до судового розгляду в зв'язку з використанням їм бренду «Скотт», в підсумку якого Верховний суд США урешті-решт виніс вирок на його користь, постановив, що людина не може продавати своє ім'я.

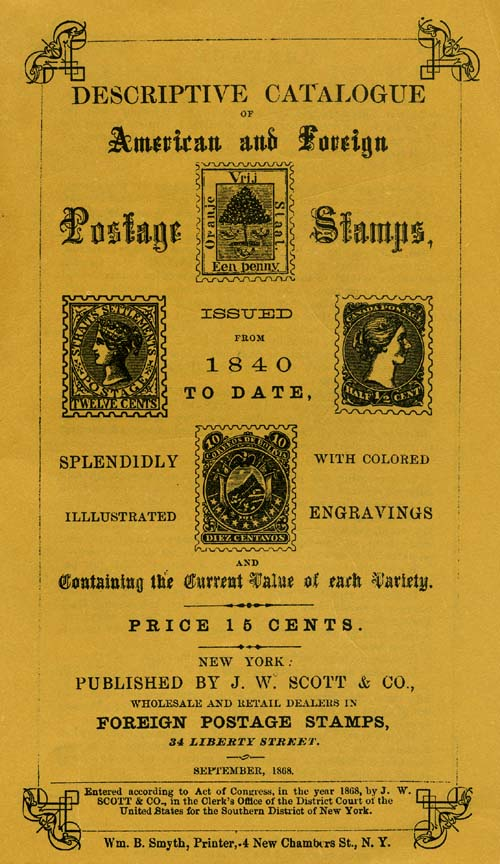
Обкладинка першого каталогу «Скотт» (1868).

### Філателістичні аукціони
Скотт був ініціативним підприємцем. 28 травня 1870 року він провів у Нью-Йорку перший в історії аукціон по продажу поштових марок. Аукціон виявився успішним, й Скотт став організовувати та проводити аукціони в США та у Європі. В 1882 році він уперше випустив аукціонний каталог з кольоровими зображеннями виставлених на торги поштових марок.

### Філателістична діяльність
Скотт брав активну участь в організації філателістичних виставок й в пропаганді філателії в цілому. Він був одним з засновників Клубу колекціонерів Нью-Йорку (1896) і вів активну роботу в Американському філателістичному товаристві, президентом якого він був в 1917—1919 роках.
1. 1 2  Scott, John Walter [mit Lit.] // Wer ist wer in der Philatelie? — Schwalmtal: PHIL * CREATIV, 2011. — Vol. 5. — S. 155. — 328, 371, 319, 358, 318, 244 с. — ISBN 978-3-932198-92-2, 978-3-932198-96-0, 978-3-932198-97-7, 978-3-928277-26-6, 978-3-928277-46-4, 978-3-949591-03-7
2. ↑  Scott, John Walter [mit Lit.] // Wer ist wer in der Philatelie? — Schwalmtal: PHIL * CREATIV, 2011. — Vol. 3. — S. 155. — 328, 371, 319, 358, 318, 244 с. — ISBN 978-3-932198-92-2, 978-3-932198-96-0, 978-3-932198-97-7, 978-3-928277-26-6, 978-3-928277-46-4, 978-3-949591-03-7
3. ↑  APS Website